# Морган Шнедерлен
Морган Фернан Жерар Шнедерлен (фр. Morgan Fernand Gérard Schneiderlin; Целвилер, 8. новембар 1989) је француски фудбалер, који тренутно игра за Евертон.
Шнедерлен је започео своју каријеру у Стразбуру, пре преласка у Енглеску где се придружује Саутхемптону у јуну 2008. године. Остварио је 260 наступа у свим такмичењима у седам сезона у клубу. Придружио се Манчестер јунајтеду за 27 милиона фунти у јулу 2015, а током јануара 2017. године је потписао четвороипогодишњи уговор са Евертоном.
Након што представља нацију на свим нивоима, од репрезентације испод 16 година, па надаље, Шнедерлен је остварио свој високи међународни деби у 2014, а касније те године играо за Француску на Светском првенству у Бразилу.

## Успеси
Манчестер јунајтед
- ФА куп (1) : 2015/16.
- Комјунити шилд (1) : 2016.